# هربرت پلکستون
هربرت پلکستون (انگلیسی: Herbert Plaxton; ۲۲ آوریل ۱۹۰۱ – ۷ نوامبر ۱۹۷۰) بازیکن هاکی روی یخ اهل کانادا بود.